# Ceratitis colae
Ceratitis colae är en tvåvingeart som beskrevs av Filippo Silvestri 1913. Ceratitis colae ingår i släktet Ceratitis och familjen borrflugor. Inga underarter finns listade i Catalogue of Life.